# سان پال ایلبهار
سان پال ایلبهار 
(به مالتی: San Pawl il-Baħar) شهری در ناحیهٔ مالت شمالی واقع در کشور مالت است که در سال ۱۹۹۵ میلادی ۷٫۳۹۲ نفر جمعیت داشته اما جمعیت آن در سال ۲۰۰۵ میلادی ۱۳٫۶۱۹ نفر بوده‌است.